# 中國化工橡膠株洲研究設計院
中國化工橡膠株洲研究設計院（英語：ChemChina Zhuzhou R&D Institute for Rubber & Plastics），在1964年建立，前身為「化工部乳胶工业研究所」。現時由中國化工橡膠總公司（中國化工集團公司旗下）全資擁有。
現時在中國內地經營生產及銷售以气象气球为主的乳胶制品、高分子复合材料、特种橡胶制品的研制、开发、生产与检测。
現時由院長孙建华。總部位於湖南省株洲市新华东路818号。

## 連結
- zzxj.chemchina.com（页面存档备份，存于）